# Sojusz Sił Prawicowych
Sojusz Sił Prawicowych (ros. Союз правых сил, СПС) – działające w latach 1999-2008 ugrupowanie polityczne w Rosji. Liderami
partii byli m.in. Nikita Biełych i Boris Niemcow. Prezentowało poglądy demokratyczno-liberalne. Znajdowało się w opozycji wobec rządów Władimira Putina. Opowiadało się za wolnym rynkiem, prawami człowieka, wolnymi wyborami, polepszeniem stosunków z Zachodem i rozwojem demokracji w Rosji. Partia dokonała samorozwiązania w listopadzie 2008.